# Phaloria succinea
Phaloria succinea är en insektsart som först beskrevs av Bolívar, I. 1910.  Phaloria succinea ingår i släktet Phaloria och familjen syrsor. Inga underarter finns listade i Catalogue of Life.